# 乳突果属
乳突果属（学名：Adelostemma）是萝藦科下的一个属，为柔弱、缠绕植物。该属共有3种，分布于缅甸和中国的云南、贵州、广西。